# Herman Lieberman

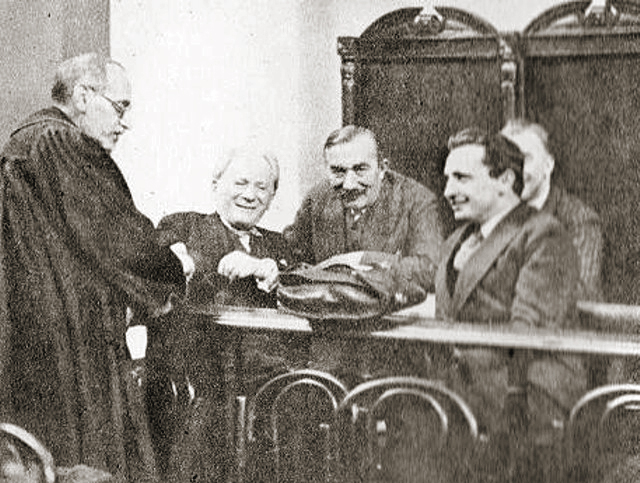
Podczas procesu brzeskiego na ławie oskarżonych z Wincentym Witosem i Stanisławem Dubois

Herman Lieberman (ur. 3 stycznia 1870 w Drohobyczu, zm. 21 października 1941 w Londynie) – polski adwokat, działacz socjalistyczny, jeden z przywódców i poseł Polskiej Partii Socjalistycznej, publicysta.

## Życiorys
Jego ojciec Józef był przedsiębiorcą naftowym i kierownikiem w kopalni. W dzieciństwie posługiwał się imieniem Hersz. Po nauce w gimnazjach w Borysławiu i Stryju, w 1888 rozpoczął studia prawnicze w Wiedniu, skąd wkrótce wyjechał do Zurychu, a następnie do Paryża. W 1893 powrócił do Galicji. Częstą zmianę miejsca pobytu wymuszało zaangażowanie w ruch socjalistyczny i prześladowania z tym związane. Przerwane studia kontynuował w Krakowie, gdzie na Uniwersytecie Jagiellońskim otrzymał w 1894 tytuł doktora praw. W tym roku ożenił się również z Gustawą (z domu Brings). 
Był jednym z faktycznych przywódców pierwszego strajku w Rzeszowie w maju 1896 roku.
Jako prawnik pracował w Rzeszowie i Przemyślu, prowadząc jednocześnie działalność polityczną i społeczną, za którą kilkakrotnie był sądzony.
Od 1901 do 1919 był członkiem Polskiej Partii Socjalno-Demokratycznej (PPSD), później jednym z przywódców Polskiej Partii Socjalistycznej. W 1907 i 1911 dwukrotnie wybierany do Izby Posłów Reichsratu Przedlitawii w Wiedniu. Zasłynął jako znakomity mówca.
W 1911 zainicjował budowę Domu Robotniczego w Przemyślu. Następnie został jego dyrektorem.
W czasie I wojny światowej wstąpił do Legionów Polskich. Przydzielony do 1 pułku Legionów i do III Brygady. Walczył jako szeregowiec, a z czasem jako porucznik. Za walki pod Kostiuchnówką nad Styrem został odznaczony Krzyżem Walecznych. Był jednym z sześciu obrońców w procesie legionistów w Marmaros-Sziget od czerwca do września 1918.
W listopadzie 1918 wszedł do Rady Robotniczo-Żołnierskiej w Przemyślu, dążąc m.in. do przywrócenia spokoju między Polakami i Ukraińcami.
W styczniu 1919 został posłem na Sejm Ustawodawczy, w którym brał udział w przygotowaniu i uchwaleniu konstytucji marcowej. W latach 1920–1939 był członkiem Rady Naczelnej PPS, w latach 1931–1934 wiceprzewodniczącym Centralnego Komitetu Wykonawczego PPS. Prowadził kancelarię adwokacką, występował w procesach politycznych; m.in. doprowadził do uniewinnienia robotników krakowskich, oskarżonych w związku z krwawymi zajściami w 1923 roku.
Po przewrocie majowym z 1926 stał się przeciwnikiem sanacji. Występował przeciw nadużyciom władzy, m.in. zgłosił wniosek o postawienie ministra skarbu Gabriela Czechowicza przed Trybunałem Stanu za finansowanie akcji wyborczej BBWR. 9 września 1930 aresztowany i bestialsko pobity, a następnie wraz z grupą posłów opozycyjnych osadzony w twierdzy w Brześciu i skazany w tzw. procesie brzeskim. Zmuszony opuścić kraj udał się do Francji. Pomagał walczącej Republice Hiszpańskiej oraz brygadom międzynarodowym, w tym rannym ochotnikom z XIII Brygady im. Jarosława Dąbrowskiego.
14 maja 1939 opublikował w tygodniku „Świat i Polska” artykuł pt. „On ne parle pas ainsi de la Pologne!” („Tak się nie mówi o Polsce!”), będący odpowiedzią na tekst Marcela Déat „Dlaczego musimy umierać za Gdańsk?” z 4 maja 1939.
Po wybuchu II wojny światowej był bliskim współpracownikiem generała Władysława Sikorskiego. Został jednym z trzech wiceprezesów Rady Narodowej Rzeczypospolitej Polskiej, emigracyjnego parlamentu polskiego, utworzonego w Paryżu. Od 3 września do 20 października 1941 był ministrem sprawiedliwości w trzecim rządzie Władysława Sikorskiego.

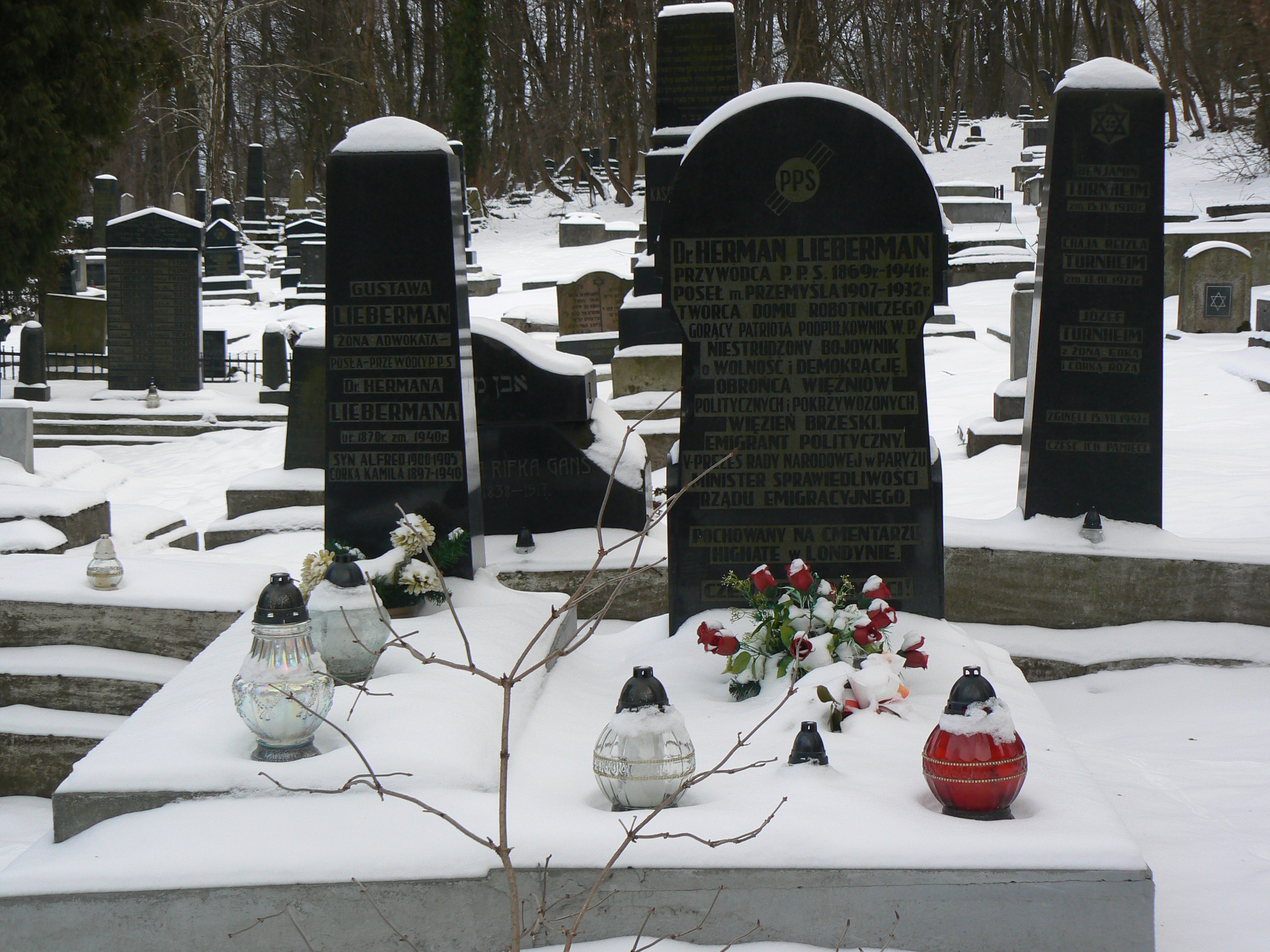
Symboliczny grób Hermana Liebermana na nowym cmentarzu żydowskim w Przemyślu

Pośmiertnie, postanowieniem z 21 października 1941 został przez prezydenta RP Władysława Raczkiewicza odznaczony Orderem Orła Białego.
Był zdecydowanym przeciwnikiem żydowskich ugrupowań narodowych, opowiadał się konsekwentnie za asymilacją Żydów.
Pochowany został na cmentarzu Highgate w Londynie (Highgate East, Sq. 84, gr. 50563). Jego symboliczny grób znajduje się na cmentarzu żydowskim w Przemyślu.

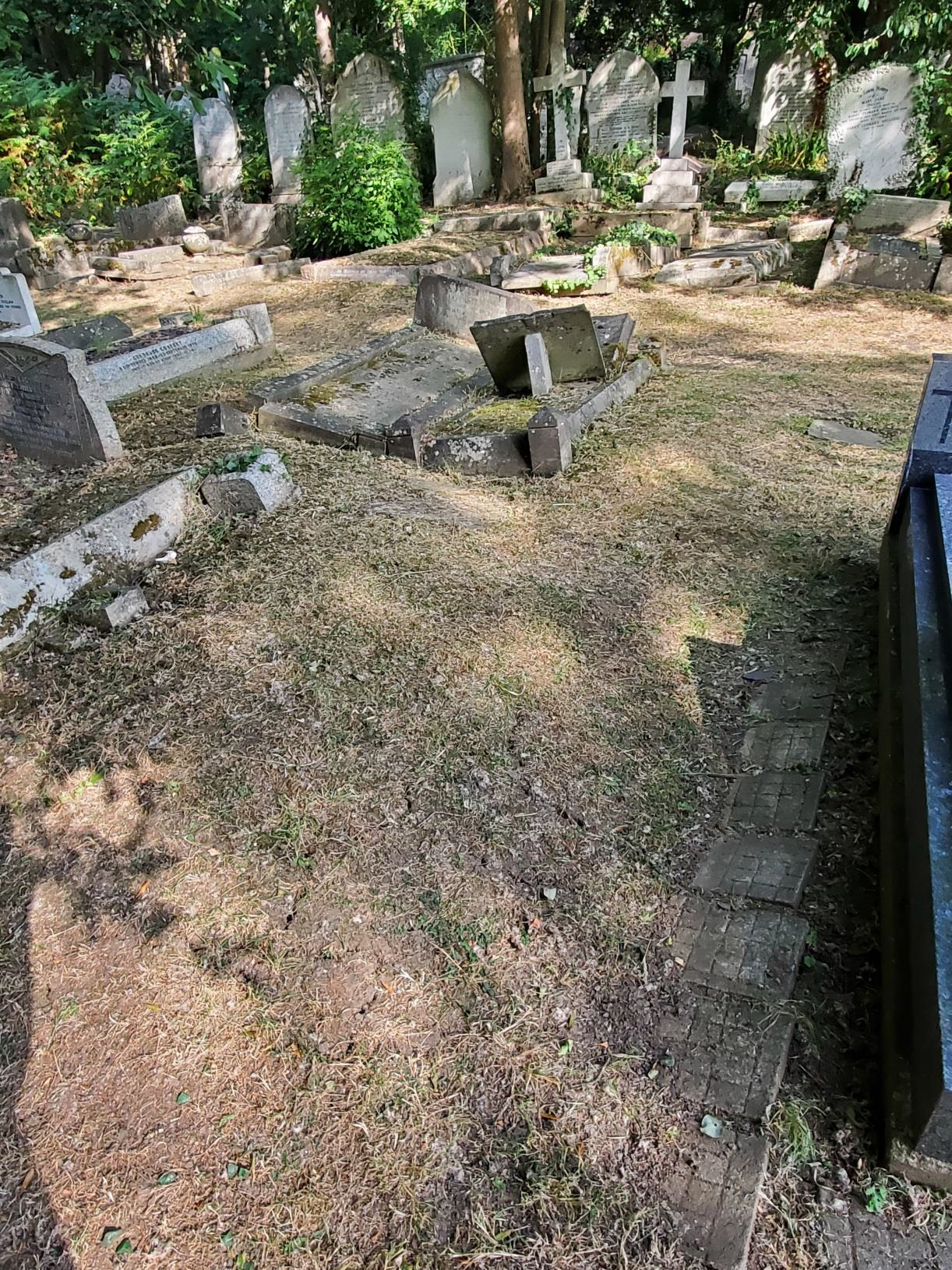
Miejsce pochówku Hermana Liebermana w Londynie

W 1996 ukazały się jego Pamiętniki.

## Upamiętnienie
W filmie Śmierć prezydenta (1977) w reżyserii Jerzego Kawalerowicza w rolę Hermana Liebermana wcielił się aktor Kazimierz Iwor.